# سیاهرگ نیمه‌تکی فرعی
سیاهرگ نیمه‌تَکی فرعی یا ورید همیازیگوس فرعی (Accessory hemiazygos vein) که نیمه‌تکی بالایی نیز نامیده می‌شود، سیاهرگی است در سمت چپ ستون مهره‌ها که عموماً فضاهای چهارم تا هشتم میان‌دنده‌ای را در سمت چپ بدن تخلیه می‌کند.

## ساختار
اندازه سیاهرگ نیمه‌تکی فرعی با سیاهرگ میان‌دنده‌ای بالایی چپ رابطه معکوس دارد.
سیاهرگ نیمه‌تکی فرعی معمولاً سیاهرگ‌های میان‌دنده‌ای خلفی را از فضاهای بین دنده‌ای ۴، ۵، ۶، ۷ و ۸ بین سیاهرگ میان‌دنده‌ای بالایی سمت چپ و بالاترین شاخه سیاهرگ نیمه‌تکی (همیازیگوس) دریافت می‌کند. سیاهرگ نایژه‌ای (برونشی) چپ گاهی به داخل آن باز می‌شود.
سیاهرگ نیمه‌تکی فرعی معمولاً از بدنه هشتمین مهره سینه‌ای عبور می‌کند تا به سیاهرگ تکی (آزیگوس) بپیوندد. یا به سیاهرگ نیمه‌تکی ختم می‌شود.
هنگامی که این سیاهرگ کوچک است یا به‌طور کلی وجود ندارد، سیاهرگ میان‌دنده‌ای فوقانی سمت چپ ممکن است تا فضای بین‌دنده‌ای پنجم یا ششم گسترش یابد.